# Waldemar Budner
Waldemar W. Budner (ur. 1962 we Wrześni) – polski geograf, ekonomista, nauczyciel akademicki, profesor nauk społecznych.

## Życiorys
Wykształcenie średnie uzyskał w Liceum Ogólnokształcącym im. H. Sienkiewicza we Wrześni (1977-1981). Od 1981 do 1986 r. studiował geografię (specjalność gospodarka przestrzenna i planowanie przestrzenne) na Wydziale Nauk Geograficznych i Geologicznych UAM. 
Od 1988 r. związany zawodowo z Uniwersytetem Ekonomicznym w Poznaniu, gdzie w 1995 r. uzyskał stopień doktora nauk ekonomicznych, a w 2007 r. stopień doktora habilitowanego nauk ekonomicznych w dyscyplinie – ekonomia. Od 2009 r. profesor nadzwyczajny UEP.
W 2022 r. uzyskał tytuł profesora nauk społecznych w dyscyplinie ekonomia i finanse. Główne zainteresowania naukowe to:
- ekonomika miast i regionów,
- lokalizacja przedsiębiorstw i atrakcyjność inwestycyjna obszarów[4],
- gospodarka przestrzenna,
- planowanie przestrzenne,
- ekonomika przestrzenna[5].

Pozostaje członkiem:
- National Geographic Society,
- Zespołu Problemowego ds. Obszarów Miejskich i Metropolitalnych Komitetu Przestrzennego Zagospodarowania Kraju przy Prezydium Polskiej Akademii Nauk[5],
- Klubu Biegacza UEP (prezes)[4].

Odznaczony Srebrnym Krzyżem Zasługi (2010) oraz medalem KEN (2011).

## Wybrane publikacje książkowe
- Budner, W. (1996). System osadniczy. Badanie dynamiki miast. MD 7, Poznań: Akademia Ekonomiczna w Poznaniu. ISSN 1427-1117
- Budner, W. (2004). Lokalizacja przedsiębiorstw. Aspekty ekonomiczno-przestrzenne i środowiskowe. Poznań: Wydawnictwo Akademii Ekonomicznej w Poznaniu. ISBN 83-7417-043-3
- Budner, W. (2006). Zmiany zależności ekonomicznych polskiej gospodarki w okresie transformacji w wymiarze regionalnym. Prace habilitacyjne nr 27, Poznań: Wydawnictwo Akademii Ekonomicznej w Poznaniu. ISSN 1642-3119
- Budner, W. (2011). Geografia ekonomiczna. Współczesne zjawiska i procesy. Poznań: Wydawnictwo Uniwersytetu Ekonomicznego w Poznaniu. ISBN 978-83-7417-546-3
- Budner, W. (2014). Handel w rozwoju miasta. Poznań: Wyd. Uniwersytet Ekonomiczny w Poznaniu, Katedra Ekonomiki Przestrzennej i Środowiskowej. ISBN 978-83-937964-1-0
- Budner, W., Szober H. (2015). Im Raum wirtschaften. Kursbuch. Poznań: Wyd.: Uniwersytet Ekonomiczny w Poznaniu, Katedra Ekonomiki Przestrzennej i Środowiskowej. ISBN 978-83-937964-3-4
- Budner, W. [red.], (2016). Gospodarka przestrzenna. Udział poznańskiego Uniwersytetu Ekonomicznego w kształtowaniu współczesnego paradygmatu, Tom 2. Zastosowania paradygmatu. Poznań: Bogucki Wydawnictwo Naukowe. ISBN 978-83-7986-097-5
- Budner, W. (2019). Gospodarka przestrzenna miast i aglomeracji. Poznań: Wydawnictwo Uniwersytetu Ekonomicznego w Poznaniu. ISBN 978-83-66199-01-9
- Budner, W. [red.] (2022). Klastry logistyczne. Podstawy teoretyczne i praktyka w Polsce. Poznań: Bogucki Wydawnictwo Naukowe. ISBN 978-83-7986-418-8